# .sb
.sb е интернет домейн от първо ниво за Соломонови острови.
Представен е през 1994 г. Администрира се от Мрежови информационен център на Соломоновите острови.

## Домейни от второ ниво
Неограничена глобална регистрация:
- com.sb
- net.sb

Ограничена регистрация:
- edu.sb
- gov.sb
- org.sb